# Signaux Girod
Signaux Girod est une société française du secteur de la signalisation routière, dirigée par Claude Girod. L’usine et le siège social sont situés à Bellefontaine (Jura). Un réseau d’agences est présent sur tout le territoire français.
Créée en 1905 à Morez, l'entreprise opère en Europe, en Amérique du Sud et en Afrique à travers 10 filiales.
Elle est cotée à la bourse de Paris.

## Historique
En 1905, l’Émaillerie Girod est créée par Arsène Girod et sa famille. Par la suite, en 1915, Arsène meurt, son fils de 15 ans, Marceau, reprend la tête de la petite entreprise, mécanise la production et s'intéresse à la vitrification.
Vers la fin des années 1950, l'entreprise se lance dans la fabrication de panneaux de signalisation routière. Son chiffre d'affaires gonfle lorsqu'elle propose des panneaux avec des rails placés à l'arrière pour simplifier la fixation sur les poteaux. En 1970, l'Émaillerie Girod devient Signaux Girod et déménage à Bellefontaine puis s'ouvre au marché international en 1990. L'entreprise diversifie ensuite ses activités avec la production de mobiliers urbains et de panneaux électroniques.
La politique Responsabilité sociétale des entreprises de Signaux Girod s’appuie sur des référentiels d’envergure nationale ou internationale. Ces démarches sont validées par les certiﬁcations ISO 9001, ISO 14001, OHSAS 18001 et ISO 50001, attribuées par un organisme extérieur, l’Afnor Certification.

## Informations économiques
Pour le marché français, le site de production de Bellefontaine emploie environ 250 personnes. Une trentaine de filiales réparties sur le territoire national comportent des unités d'une dizaine de salariés chargées de la commercialisation finale des signaux produits par la maison-mère et de la réponse aux appels d'offres des collectivités.
Au niveau mondial, Signaux Girod est constitué de dix filiales internationales (10 pays) produisant pour leur propre marché national, avec un total de 830 collaborateurs. Les différentes filiales à l’international sont :  Alfa Girod en Hongrie, GS Plus Brno en République tchèque, Girod Semnalizare Rutiera en Roumanie, Senalizacion Girod au Pérou, ACE Mobilier Urbain en Belgique, Girod Africa au Maroc, Senalizacion Girod en Colombie, Girod Bulgaria en Bulgarie.
Signaux Girod contrôle en outre deux sociétés spécialisées : Atech, spécialisé dans le fleurissement des collectivités et Concept urbain, dans le mobilier urbain.

## Actionnaires
Au 30 septembre 2021
| Répartition du capital                                 | Nombre  | Pourcentage |
| ------------------------------------------------------ | ------- | ----------- |
| SAS Société Familiale de Gestion de Portefeuille Girod | 717 213 | 69,46 %     |
| Famille Girod nominatifs                               | 21 081  | 2,04 %      |
| Autres nominatifs                                      | 3 575   | 0,35 %      |
| Actions propres                                        | 8 347   | 0,81 %      |
| Flottant                                               | 282 284 | 27,34 %     |

## Pratiques anticoncurrentielles
En mai 2019, l'entreprise est condamnée in solidum avec Signalisation France, Lacroix Signalisation et Franche Comté Signaux par le Conseil d'État à verser plus de 2 millions d'euros au conseil départemental de l'Orne pour s'être entendu de façon illicite avec ses concurrents,. L'année précédente, la filiale Signaux Girod Ouest avait été condamnée pour ses pratiques anticoncurrentielles par la Cour administrative d'appel de Nantes à verser plus d'un million d'euros au département de la Manche.

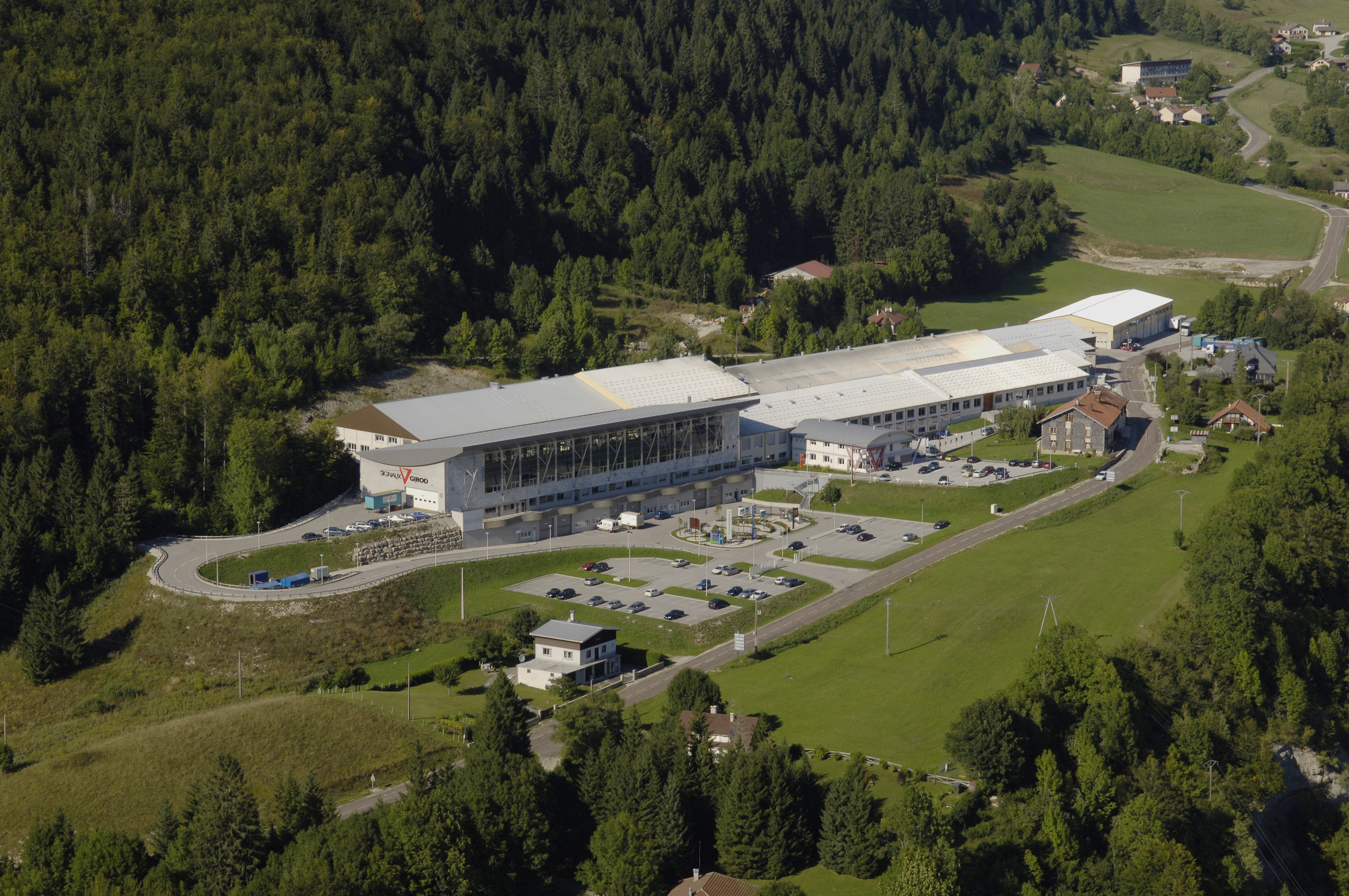